# Seznam poslancev Narodne skupščine Kraljevine Jugoslavije, izvoljenih v Dravski banovini leta 1935
Seznam poslancev zajema poslance, ki so bili 5.maja 1935 v Dravski banovini izvoljeni v Narodno skupščino Kraljevine Jugoslavije. 
| Ime                  | Nosilec državne kandidatne liste | poklic                                                                      |
| -------------------- | -------------------------------- | --------------------------------------------------------------------------- |
| Josip Benko          | Bogoljub Jevtić                  | industrialec in veleposestnik                                               |
| Mihael Brenčič       | Bogoljub Jevtić                  | posestnik in gostilničar                                                    |
| Karel Doberšek       | Bogoljub Jevtić                  | šolski upravitelj                                                           |
| Rudolf Dobovišek     | Vladko Maček                     | advokat                                                                     |
| Riko Fux             | Bogoljub Jevtić                  | mestni višji svetnik                                                        |
| Karel Gajšek         | Bogoljub Jevtić                  | javni notar                                                                 |
| Vinko Gornjak        | Bogoljub Jevtić                  | ekonom                                                                      |
| Stanko Hočevar       | Bogoljub Jevtić                  | lekarnar in posestnik in predsednik občine                                  |
| Ivan Jančič          | Bogoljub Jevtić                  | upokojeni državni tožilec                                                   |
| Ivan Janžekovič      | Bogoljub Jevtić                  | predsednik občine Košaki in banski svetnik                                  |
| Anton Kersnik        | Bogoljub Jevtić                  | posestnik                                                                   |
| Franc Klar           | Bogoljub Jevtić                  | zdravnik                                                                    |
| Jure Koce            | Bogoljub Jevtić                  | pomožni tajnik Zbornice za trgovino, obrt in industrijo                     |
| Albin Koman          | Bogoljub Jevtić                  | posestnik                                                                   |
| Stanko Lenarčič      | Bogoljub Jevtić                  | trgovec in posestnik                                                        |
| Ivan Lovrenčič       | Bogoljub Jevtić                  | odvetnik                                                                    |
| Avguštin Lukačič     | Bogoljub Jevtić                  | šef postaje in posestnik                                                    |
| Dako (Danijel) Makar | Bogoljub Jevtić                  | posestnik in hotelir                                                        |
| Ivan Mohorič         | Bogoljub Jevtić                  | bivši minister in generalni tajnik Zbornice za trgovino, obrt in industrijo |
| Milan Mravlje        | Bogoljub Jevtić                  | geometer                                                                    |
| Anton Novačan        | Bogoljub Jevtić                  | konzul Kraljevine Jugoslavije                                               |
| Rudolf Pevec         | Vladko Maček                     | trgovec                                                                     |
| Rudolf Pleskovič     | Bogoljub Jevtić                  | učitelj                                                                     |
| Ivan Prekoršek       | Bogoljub Jevtić                  | upravitelj javne bolnice                                                    |
| Josip Režek          | Bogoljub Jevtić                  | odvetnik                                                                    |
| Fran Šemrov          | Bogoljub Jevtić                  | industrialec                                                                |
| Rajko Turk           | Bogoljub Jevtić                  | podjetnik in posestnik                                                      |
| Andrej Veble         | Bogoljub Jevtić                  | odvetnik                                                                    |
| Franc Zupančič       | Bogoljub Jevtić                  | inženir                                                                     |